# Jamestown Titans
Die Jamestown Titans waren eine US-amerikanische Eishockeymannschaft aus Jamestown, New York. Das Team spielte in der Saison 2003/04 in der North Eastern Hockey League. Die Heimspiele wurden in der Jamestown Savings Bank Ice Arena ausgetragen.

## Geschichte
Die Mannschaft wurde 2003 als Franchise der erstmals ausgetragenen North Eastern Hockey League gegründet. In ihrer einzigen Spielzeit belegten die Titans den dritten Platz der regulären Saison. Da der Tabellenführer der Liga, die Mohawk Valley Comets, kurz vor den Playoffs aufgrund finanzieller Probleme nicht an den Finalspielen teilnahm, trafen die Jamestown Titans in den Finalspielen auf die York IceCats. Das Team aus dem US-Bundesstaat New York setzte sich schließlich durch und gewann die Herb Brooks Memorial Trophy als Sieger der North Eastern Hockey League.

## Saisonstatistik
Abkürzungen: GP = Spiele, W = Siege, L = Niederlagen, T = Unentschieden, OTL = Niederlagen nach Overtime SOL = Niederlagen nach Shootout, Pts = Punkte, GF = Erzielte Tore, GA = Gegentore, PIM = Strafminuten
| Saison  | GP | W  | L  | T | OTL | SOL | Pts | GF  | GA  | Platz    | Playoffs |
| 2003/04 | 21 | 10 | 11 | — | 0   | 0   | 20  | 139 | 127 | 3., NEHL | Meister  |

## Bekannte Spieler
- Rob Madia